# Кундравы
Кундравы́  — село в Чебаркульском районе Челябинской области. Является центром Кундравинского сельского поселения.

## История
Согласно ландкарте Исетской провинции, село основано в 1736 году на озере Кундрас (ныне Кундравинское). Название восходит к тюркскому мужскому имени Кундряс, распространённому у башкир. Об этом же говорит и предание; здесь, на берегу озера, жил башкирин Кундряс. В 1751-1752 году здесь, на древней дороге, связывающей российскую тайгу с Хивой и Бухарой, возникла русская слобода Кундравинская. Первыми поселенцами были 44 государственных крестьянина из Шадринского уезда Пермской губернии. В 1754 году слободу посещает Оренбургский губернатор И. И. Неплюев. К тому моменту население Кундравинской составляло уже 242 мужчины и неизвестное количество женщин, размещенных на 80 дворах; имелась своя деревянная церковь. В последующие годы население слободы также продолжало быстро расти. В Кундравинскую переселялись государственные крестьяне из соседних губерний..
23 мая 1774 года, во время Пугачевского восстания, под Кундравинской слободой происходит крупное сражение царских войск (около 500 человек) под командованием генерала Михельсона и отряда Пугачева в количестве 2000 человек. Михельсон одержал уверенную победу, а пугачевцы потеряли 600 человек убитыми и 400 пленными. Сам Пугачев в том бою лишился своего символа императорской власти — ордена на голубой ленте. В память об этом событии одна из улиц Кундравов носит название Пугачева.
В 1842 году слобода Кундравинская преобразуется в казачью станицу, а все её жители причисляются к казачьему сословию. К тому моменту станица насчитывала 2 школы, 3 мельницы и каменный храм. Также на её территории располагались два золотых прииска, фактически закрывшиеся к 1917 году.
В 1905 году Кундравинскую станицу посещает Алексей Толстой, сделавший местного золотодобытчика Лопыгина прототипом главного героя в рассказе «Самородок».
Во время Гражданской войны казачье население станицы выступило на стороне Белого движения и сформировало добровольческие полки, сражавшиеся против большевиков. Однако уже 20 июля 1919 года в Кундравинскую станицу с боем вошли соединения 5-й армии РККА. Погибшие при штурме красноармейцы захоронены в братской могиле на территории Кундравов.
В 20-е годы в Кундравах образуется коммуна «Восточная» звезда со школой и детским домом, открываются ветеринарные и фельдшерские пункты, проводятся телефонные и телеграфные линии. В 1929—1930-е годы организуются колхозы «Пахарь» и «Южный Урал».
25 марта 1943 года в Кундравы был перенесён центр Миасского района.
В 1968 году в состав села включены посёлки при бывшей Кундравинской РТС и при контрольном пункте связи.

## Население
| 2002 | 2010  |
| ---- | ----- |
| 2543 | ↗2629 |

| Год  | Население (чел.)     |
| ---- | -------------------- |
| 1751 | 44                   |
| 1754 | 242 (только мужчины) |
| 1763 | 415 (только мужчины) |
| 1873 | 2291                 |

## Выдающиеся уроженцы
- Сергей Герасимов — советский кинорежиссёр, актёр, сценарист, драматург и педагог, академик АПН СССР (1978), Герой Социалистического Труда (1974), народный артист СССР (1948), лауреат Ленинской премии (1984), трёхкратный лауреат Сталинской премии (1941, 1949, 1951), лауреат Государственной премии СССР (1971), лауреат премии Ленинского комсомола (1970), четырехкратный кавалер ордена Ленина (1961, 1966, 1974, 1981), профессор ВГИКа, воспитавший совместно с супругой - народной артисткой СССР Тамарой Макаровой восемь поколений знаменитых актёров и режиссёров.

В селе есть музей у озера Кундравинского, посвященный жизни и творчеству Сергея Герасимова.

## Интересные факты
Здесь похоронен ординарец легендарного начдива В. И. Чапаева Пётр Исаев (настоящая фамилия Кузнецов). Здесь проживали его две дочери Нина Петровна и Анастасия Петровна, которые представили об этом факте подтверждающие документы.